# 沈秉成
沈秉成（1823年—1895年），原名秉輝，字仲復，號聽蕉，自號耦園主人，浙江湖州府歸安縣人，清朝政治人物，進士出身。

## 生平
道光二十九年（1849年），鄉試中舉；咸豐六年（1856年），登進士，改庶吉士，授翰林院編修。咸豐十年，擔任會試同考官。咸豐十一年，改山西鄉試副考官。同治元年，任翰林院侍講。同治二年改翰林院侍讀。此後升任國史館協修、功臣館纂修、日講起居注官、咸安宮總裁、武英殿總纂、文淵閣校理、穆宗毅皇帝實錄館纂修。同治三年，改任雲南迤東道。同治八年，任江蘇常鎮通海道。同治十年，任蘇松太道。同治十三年，任河南按察使。同治十三年，任四川按察使、湖南按察使。后一度归隐苏州，购入涉园，延请画家顾沄在此基础上拓展开辟，筑成耦园。光緒十年，任順天府府尹。光緒十二年，任內閣學士、兼禮部侍郎銜、刑部左侍郎。光緒十三年，任廣西巡撫。光緒十五年，任安徽巡撫。光緒十七年，兼署兩江總督。光緒二十一年，任安徽閱兵大臣。
俞樾作《安徽巡撫沈公墓志銘》。